# Loraine Gonzales
Loraine Gonzales (* 6. Oktober 1977) ist eine US-amerikanische Rollstuhlbasketballspielerin.
Gonzales spielte während ihrer High-School-Zeit Basketball und hatte die Chance auch am College zu spielen. Mehrere Knieoperationen und die damit verbundenen Komplikationen führten jedoch zur Amputation ihres rechten Beines und beendeten ihre sportliche Karriere fürs Erste. Während ihrer Genesung sah Gonzales die kanadische Rollstuhlbasketballspielerin Chantal Benoit im Fernsehen und entschied sich nun selbst in diesem Sport aktiv zu werden.
Ihr internationales Debüt hatte Gonzales 2007 bei den Parapan American Games in Rio de Janeiro. Zusammen mit ihrer Mannschaft gewann sie dort Gold. 2008 in Peking nahm sie erstmals an den Paralympischen Spielen teil und gewann sogleich mit ihrer Mannschaft eine Goldmedaille.
Gonzales ist verheiratet und Mutter zweier Kinder.

## Erfolge
- 2007 Parapan American Games in Rio de Janeiro: Gold
- 2008 All-Tournament Team member - Osaka Cup in Osaka, Japan: 1. Platz
- 2008 Joseph F. Lyttle World Basketball Challenge in Warm Springs, Georia: 1. Platz
- 2008 North American Cup in Birmingham, Alabama: 1. Platz

Sommer-Paralympics
- 2008 Peking: Gold